# Bilting
Bilting est un village anglais situé dans le Kent.